# Slavegjort
En slavegjort er en person, der er tvunget til at arbejde og leve som slave. Ordet slavegørelse anvendes om processen, hvor personer slavegøres. Udtrykket "slavegjort" er siden 2017 i stigende grad blevet anvendt på dansk, især indenfor forsknings- og undervisningssektoren, som alternativ til "slave". Udviklingen er en afsmitning fra engelsk, hvor enslaved på samme måde er blevet mere almindeligt. De to ord slavegjort og slave er synonymer, men "slavegjort" lægger udtrykkeligt vægt på handlingen, der har ført frem til den pågældendes slavestatus. Brugen af ordet har givet anledning til offentlig debat, idet det af nogle opfattes som aktivistisk og overflødig sprogbrug.

## Etymologi
Ordet "slavegjort" er egentlig datids tillægsform (præteritum participum) af udsagnsordet "slavegøre" (tvinge nogen til at arbejde og leve som slave), men er almindeligt anvendt som et navneord, hvor det betegner en slavegjort person. Ordet "slavegøre" er kendt på dansk siden 1993, og formen "slavegjort" siden 2008. Såvel "slavegjort" som "slavegøre" blev optaget i Den Danske Ordbog i oktober 2018, og i 2020 blev "slavegjort" optaget i Retskrivningsordbogen.

## Historie
Siden 2000 har der på engelsk været en bevægelse, hvor man i højere grad bruger enslaved person ("slavegjort person") i stedet for det tidligere engelske udtryk "slave" for at lægge vægt på, at slaveri er en tilstand, som man bliver tvunget ind i, i stedet for en iboende identitet. En tilsvarende udvikling har på dansk især fundet sted siden 2017, hvor Danmarks rolle som tidligere slavenation blev meget omtalt i medierne i forbindelse med 100-års-dagen for salget af Dansk Vestindien til USA. Siden 2017 er ordet "slavegjort" derfor blevet mere anvendt i faglige og offentlige diskussioner. Skiftet har især fundet sted indenfor forskning, undervisning og medier. I dag anvendes både "slave" og "slavegjort" i dansk sprogbrug. "Slave" er overordnet fortsat det mest udbredte udtryk, men indenfor forskningen og i kulturelle sammenhænge bliver det sidstnævnte udtryk ofte foretrukket.
På dansk findes yderligere de traditionelle ord "slavebunden" og "trælbunden", der ligesom "slavegjort" understreger det ufrie og ufrivillige i personens situation.

## Diskussion om begrebet
Brugen af ordet "slavegjort" i stedet for "slave" har givet anledning til offentlig debat, idet nogle intellektuelle og politikere mener, at det er overflødigt og afslører en aktivistisk tilgang. Da DR i marts 2025 sendte sin dramadokumentarserie Slave af Danmark, blev serien således på forhånd kritiseret for, at den brugte begge udtryk: I seriens dokumentardel brugte man normalt ordet "slavegjort", som de medvirkende eksperter fandt naturligt, mens "slave" blev anvendt i seriens dramatiserede del og i selve titlen på serien. En af de interviewede historikere i programmet, professor Niels Brimnes fra Aarhus Universitet, anførte, at det siden 2017 var blevet den gængse forskningspraksis i Danmark at anvende "slavegjort" og sammenlignede det med anvendelsen af ordet neger, der tidligere har været et normalt dansk ord, men ikke længere anses for neutralt.
Udtrykket har også tidligere været debatteret. I 2021 spurgte Politiken Historie tre af sine bidragydere, om man skulle bruge det ene eller det andet udtryk. Kunsthistorikeren Ulla Kjær foretrak "slave", mens seniorforsker Niklas Thode Jensen fra Rigsarkivet og litteraturhistoriker Sine Smed foretrak "slavegjort".